# اندیس سورمق۲
سورمق۲ یک اندیس فلزی است که در حوالی شهر آباده استان فارس قرار دارد و مادهٔ معدنی موجود در آن، آهن است.سنگ میزبان این اندیس آهک است  